# Frauke Ludowig

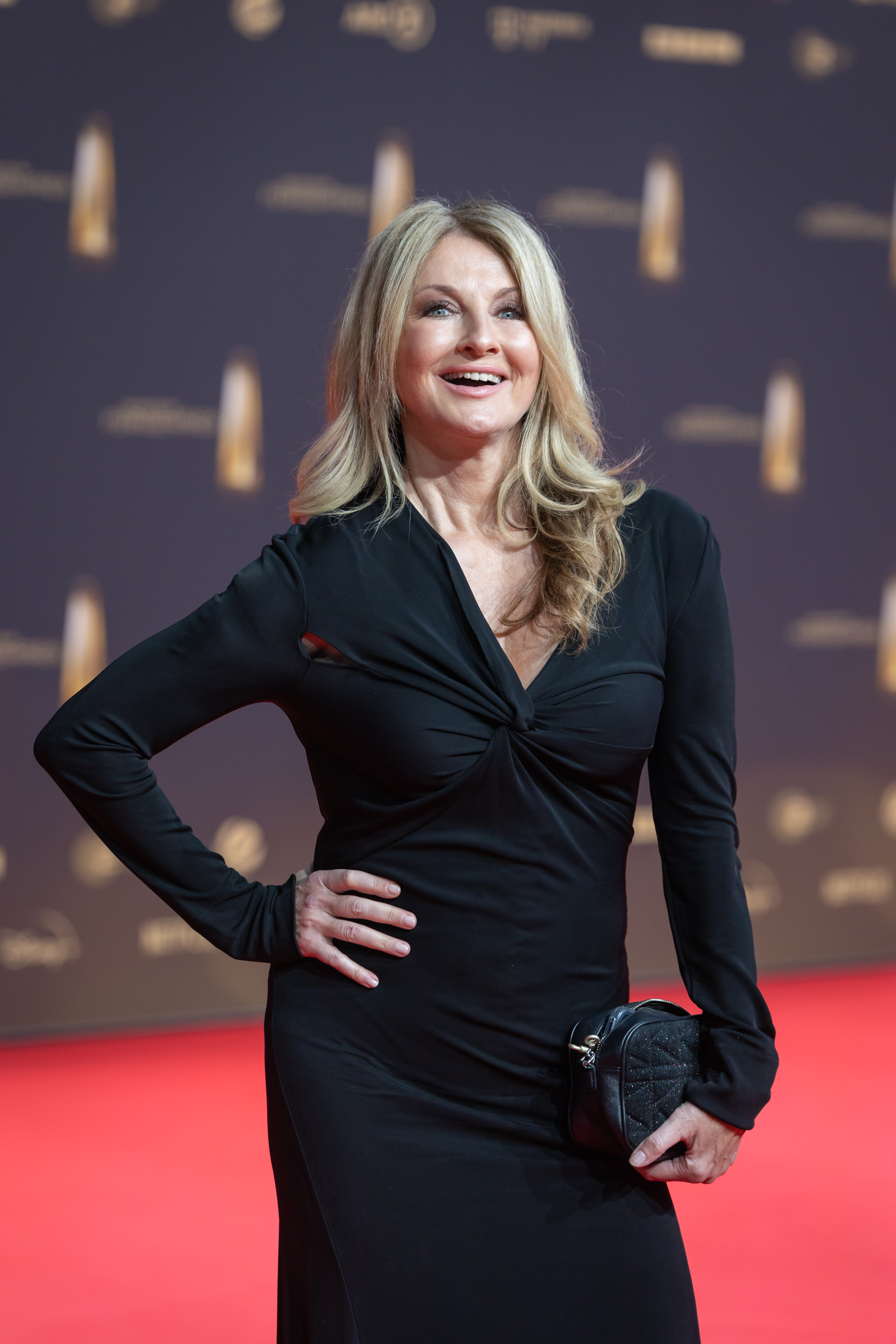
Frauke Ludowig beim Deutschen Fernsehpreis 2024

Frauke Ludowig (* 10. Januar 1964 in Wunstorf) ist eine deutsche Fernseh- und Radiomoderatorin.

## Leben und Karriere
Frauke Ludowig besuchte das Hölty-Gymnasium Wunstorf. Nach dem Abitur absolvierte sie eine Ausbildung zur Bankkauffrau.
Von 1988 bis 1990 volontierte Ludowig bei radio ffn in Isernhagen und moderierte dort unter anderem die Frühsendungen. Danach wechselte sie zum Fernsehsender RTL, für den sie bis heute tätig ist. Seit Mai 1994 moderiert sie die Sendung Exclusiv – Das Starmagazin, deren Themen denen der Regenbogenpresse ähneln. Im Mai 1994 übernahm sie die Redaktionsleitung der verschiedenen Exclusiv-Formate. 
Im Frühjahr 2001 moderierte Ludowig in Begleitung von Udo Walz die Reality-Soap Der Frisör. Von 2004 bis 2009 moderierte sie außerdem jährlich den Domino Day. Sie präsentierte zudem sporadisch das Lifestyle-Magazin Life – Die Lust zu Leben, das vor allem in den Sommermonaten gesendet wurde. Auch berichtete sie für RTL von königlichen Hochzeiten, Beerdigungen und VIP-Veranstaltungen. 2010 moderierte sie den von World Vision Deutschland gestifteten deutschen Kinderpreis.
2012 hatte sie eine Gastrolle in der RTL-Soap Unter uns sowie 2013 bei Gute Zeiten, schlechte Zeiten (ebenfalls RTL). Seit 2009 ist sie zudem als Designerin und Markenbotschafterin bei einem Großhandel für Boden, Tapete und Stoffe tätig. Seit 2013 moderiert sie die Wiedersehensfolge Nach der letzten Rose von Der Bachelor sowie seit 2018 Das große Wiedersehen von Die Bachelorette, seit 2019 von Bachelor in Paradise und seit 2021 von Das Sommerhaus der Stars jeweils am Ende einer Staffel. Zum 1. Oktober 2021 übernahm Ludowig die Position der „Kreativ Direktorin VIP“ bei RTL Deutschland.
Seit dem 3. Mai 2003 ist Ludowig mit Creative Director Kai Roeffen verheiratet, den sie 2001 kennenlernte und der Vater ihrer beiden Töchter (* 2003 und * 2005) ist. Sie wohnt in Köln.

## Ehrenamtliches Engagement
Ludowig moderierte 2008 für die Deutsche Knochenmarkspenderdatei den Dreamball und war 2012 dort Kuratorin. Seit mehreren Jahren unterstützt sie die Stiftung Deutsche Schlaganfall-Hilfe als Botschafterin. Als Botschafterin der Stiftung Lesen wirbt sie bei RTL in Werbespots für das Lesen.

## Rezeption
- Der Schauspieler Peter Rütten parodierte Ludowig mit der Figur Ludi Fraukewitz Anfang der 2000er Jahre in der Harald Schmidt Show.[11]
- In der Hörfunk-Comedy-Reihe Stenkelfeld ist die Sternwarte des fiktiven Schauplatzes nach Frauke Ludowig benannt.

## Filmografie
- 2000–2005: Hinter Gittern – Der Frauenknast (als TV-Moderatorin, 3 Folgen)
- 2004: Große Haie – kleine Fische (als Katie Current in Synchronisation)
- 2009: Horst Schlämmer – Isch kandidiere (als Frauke Ludowig)
- 2013: Unter uns (als Ivanca Valsucci, 1 Folge)
- 2013: Gute Zeiten, schlechte Zeiten (als Frauke Ludowig, 1 Folge)
- 2016: Alarm für Cobra 11 – Die Autobahnpolizei (als Frauke Ludowig, 4 Folgen)
- 2018: Oskar – Gehen, wenn’s am schönsten ist (als Moderatorin)
- 2024: Splash! Das Promi-Pool-Quiz (RTL, als Teilnehmerin)

## Moderation
- 1990–1993: RTL West (RTL)
- 1993–1994: Explosiv – Das Magazin (RTL)
- seit 1994: Exclusiv – Das Starmagazin (RTL)
- 1996–1998: Exclusiv Kino (RTL)
- 2001: Der Frisör (RTL)
- 2001–2003: Echo – Der deutsche Musikpreis (RTL)
- 2003–2004: Life! – Die Lust zu leben (RTL)
- 2004–2009: Domino Day (RTL)
- 2008: Ich bin ein Star – Holt mich hier raus! – Das große Wiedersehen (RTL)
- 2008: Aus alt mach neu – Brigitte Nielsen in der Promi-Beauty-Klinik (RTL)
- 2008–2011: Exclusiv Spezial – Das Leben der Superreichen (RTL)
- seit 2013: Der Bachelor – Nach der letzten Rose (RTL)
- 2014–2015: Ich bin ein Star – Holt mich hier raus! – Welcome Home (RTL)
- seit 2018: Die Bachelorette – Das große Wiedersehen (RTL)
- 2019: Der Bachelor – Jetzt reden die Frauen (RTL+)
- 2019: Bachelor in Paradise – Der Talk (RTL, RTL+)
- seit 2019: Bachelor in Paradise – Das große Wiedersehen (RTL)
- 2021: RTL Spezial: 60 Jahre Diana – wer war sie wirklich? (RTL)
- 2021: RTL aktuell Spezial: Insider packen aus – Die Wahrheit über unsere Königshäuser (RTL)
- 2021: Das Triell – Kampf ums Kanzleramt: Die Analyse (RTL, ntv)
- 2021: Das Sommerhaus der Stars – Der Live Talk (RTL)
- seit 2021: Das Sommerhaus der Stars – Das große Wiedersehen (RTL)
- 2022: stern TV am Sonntag (RTL)
- 2024: Du gewinnst hier nicht die Million bei Stefan Raab (RTL+)

## Auszeichnungen
- 2000: Goldene Feder in der Kategorie TV-Magazin
- 2023: „Female Leader Award“ in der Kategorie Rolemodel[12]